# Cirriformia tortugaensis
Cirriformia tortugaensis är en ringmaskart som först beskrevs av Augener 1922.  Cirriformia tortugaensis ingår i släktet Cirriformia och familjen Cirratulidae. Inga underarter finns listade i Catalogue of Life.